# Una Foden
Una Theresa Imogene Healy (Thurles, Condado de Tipperary, 10 de octubre de 1981) es una cantante, música y compositora irlandesa, que saltó a la fama en 2008 como miembro del grupo musical The Saturdays, en el que era la integrante más mayor. En octubre del 2014, se confirmó que Una sería parte del jurado en The Voice of Ireland. Sus compañeras en la banda son Mollie King, Rochelle Humes, Vanessa White y Frankie Bridge. Durante su matrimonio con Ben Foden fue conocida como Una Foden. En la actualidad usa su apellido de soltera.

## Primeros años
Healy nació en Thurles, Condado de Tipperary, República de Irlanda. Sus padres son Anne y John Healy, una enfermera y un médico de cabecera. Tiene una hermana que se llama Deirdre. Proviene de un ambiente musical y es la sobrina del cantante country Declan Nerney. Es también la prima del atleta irlandés Paul Hession.
Con 13 años, abandonó la natación (era una campeona de All-Ireland con 9 años) y decidió aprender, por su cuenta, a tocar la guitarra de su madre y, desde entonces, empezó a escribir sus propias canciones. Después de terminar el instituto, con 18 años, decidió tomarse un año libre y convertirse en una secretaria médica. Más tarde, estudió enfermería y posteriormente educación primaria en el Mary Immaculate College, pero finalmente, decidió seguir su pasión, la música, a los 23 años de edad. Una empezó su carrera musical tocando la guitarra y cantando en pubs y clubs de Irlanda, tanto en solitario como en bandas.
Mientras que intentaba encontrar el éxito poco a poco en su Irlanda nativa como una artista solitaria de indie, le pareció que no tenía una dirección firme en su carrera.  Por lo tanto, en el verano de 2007 voló hasta Londres para ganar más experiencia y allí acudió a una audición para el grupo The Saturdays la cual fue su primera audición a un nivel mayor y en el extranjero.

## Carrera

### Primeros trabajos
Healy ganó el Glinsk Song Constest de Irlanda en 2004 y 2006 y representó a Irlanda en concurso de Eurovisión en el 2006 como una corista en la canción "Every song is a cry for love" de Brian Kennedy.

### The Saturdays
Healy es un miembro de la girl band The Saturdays, la cual tiene 13 éxitos top ten y 4 álbumes top ten. La banda lanzó su primer sencillo "If this is love" en julio del 2008. Su segundo sencillo fue "Up". A finales de octubre de 2008, la banda lanzó su primer álbum,Chasing Lights, que se posicionó en el número 9 en Inglaterra, y también logró la certificación de Platinum por la BBI. La banda lanzó su tercer sencillo del álbum, "Issues". La banda también lanzó una cover de la canción "Just can't get enough" de Depeche Mode; la canción debutó como número 2 en el Reino Unido, detrás de "Right Round" de Flo Rida. El quinto y último sencillo del álbum fue "Work", el cual fue el primer sencillo de las chicas que no alcanzó el top 20. Más tarde The Saturdays hicieron un tour llamado "The Work Tour".
En 2009, The Saturdays aparecieron en un episodio de la serie Myths de la BBC, el cual fue la primera experiencia de la banda actuando. Representaron a un grupo llamado The Syrens con Healy en el rol principal como Peisone. En octubre de ese mismo año, el grupo lanzó su segundo álbum, Workshaker, que alcanzó el número 9 en el Reino Unido. El primer sencillo, "Forever is over", llegó al número 2. Además, The Saturdays apareció en anuncios para varios productos, incluyendo marcas de desodorantes, tampones, teléfonos móviles, sistemas operativo y productos para el cabello.
A principios del 2010, lanzaron su segundo y último sencillo del segundo álbum, "Ego", que consiguió el puesto n.º 9. Se convirtió en uno de sus singles más vendidos. En el verano de 2010, The Saturdays lanzaron su primer miniálbum, "Headlines!", que llegó al número 3 en el Reino Unido y número 10 en Irlanda. A continuación, lanzaron el sencillo "Missing you". Rochelle Humes, mienmbro del grupo, confirmó que su segundo sencillo del álbum sería "Higher". En noviembre del 2011, la banda lanzó su siguiente disco On Your Radar.
El 20 de enero de 2013 el grupo protagonizó un reality llamado "Chasing The Saturdays" que se estrenó en la cadena de televisión E!. Este programa iba sobre las chicas intentando abrirse camino en Estados Unidos. Su siguiente disco, "Living for the Weekend", fue lanzado el 14 de octubre de 2013 y llegó al número 10 en UK, haciendo de este su cuarto top ten álbum hasta la fecha.

### Trabajo en solitario
Healy fue un miembro del jurado del talent show deportivo "Let's Get Gold" para la cadena ITV. El 18 de agosto de 2006, lanzó la versión extendida de la canción producida por ella misma "Sorry". El álbum incluía también las canciones "So long", " I love you" y " Raider of my sleep".
Otros de sus trabajos fue como presentadora en un nuevo programa de la RTÉ llamado "Una's Dream Tickect" en el año 2013 y del cual también formará parte en 2014. En enero de 2014, participó como concursante en la segunda temporada del programa de televisión "Splash!". En junio de este mismo año, presentó los primeros premios de "Pride of Ireland Awards". En el 2014, Reebok anunció que Foden formaría parte del equipo para su colección de "Women's Fitness". El 6 de octubre de 2014, se anunció que sería jueza de "The Voice Ireland" que empezaría en enero del 2015.
En abril de 2016, lanzó su primer sencillo promocional como solista "Staring at the Moon" en vivo en The Voice of Ireland.

## Personal
Una conoció a Ben Foden en el 2008 cuando el jugador profesional vio a la cantante en la televisión en el videoclip de la canción "Up". Este le dijo a su representante que le gustaba la chica de las medias azules y días después el representante se puso en contacto con el representante de la cantante irlandesa preguntándole si quería tener una cita con Ben a lo cual ella respondió que sí. Por lo que comenzaron a salir y en el año 2010 se comprometieron.
Healy se casó con Ben Foden, un jugador de rugby internacional de la Rugby Union, el 30 de junio de 2012 en su Irlanda nativa. Una anunció que había cambiado legalmente su apellido a Foden el 17 de octubre de 2013. La pareja tiene una hija llamada Aoife Belle Foden, la cual nació el 13 de marzo de 2012. En septiembre de 2014, la cantante anunció mediante su página de Instagram que la pareja estaba esperando a su segundo hijo que nacería en el 2015.
Healy escribió un blog para la revista Hello! en el que informaba a sus seguidores de temas relacionados con su vida como amigos, The Saturdays y de su familia.
El 2 de febrero de 2015, dio a luz a su segundo hijo, al que, al igual que su hija, le puso un típico nombre irlandés, Tadhg John Foden. En marzo de 2016, Healy anunció que volvería a su nombre de soltera de Una Healy en su vida profesional. En julio de 2018, se anunció que Healy y Foden se habían separado.
En 2009 ganó la categoría "Hottest Female" en los Virgin Media Music Awards, así como también ocupó el puesto #19 en el ranking de FHM's Sexiest Women 2010.
Fue campeona de natación. A pesar de tener un episodio en el que casi se ahoga en una piscina representó a Tippeary en un torneo de Irlanda, del cual salió campeona.

## Discografía
Como solista
- 2006: Sorry (EP)

En The Saturdays
- 2008: Chasing Lights
- 2009: Wordshaker
- 2010: Headlines!
- 2011: On Your Radar
- 2012: Chasing The Saturdays
- 2013: Living for the Weekend
- 2014: Finest Selection, the Greatest Hits